# Eleonora Maria di Löwenstein-Wertheim-Rochefort
Eleonora di Löwenstein-Wertheim-Rochefort, nome completo: Eleonore Maria Anna (Vienna, 16 febbraio 1686 – Rotenburg, 22 febbraio 1753), fu una principessa di Löwenstein-Wertheim-Rochefort per nascita e la Lanngravina d'Assia-Rotenburg per matrimonio. Battezzata come Eleonore Maria Anna, era nota come Eleonore che significa "bellezza vera e perpetua".

## Biografia
Nacque a Vienna da Massimiliano Carlo, Conte di Löwenstein-Wertheim-Rochefort e da sua moglie Maria Polissena Khuen di Lichtenberg. Era la loro sestogenita. Suo padre era entrato al servizio imperiale in giovane età, fu un consigliere imperiale dal 1684, quindi da quando Eleonora nacque a Vienna, la capitale del Sacro Romano Impero allora governato da Leopoldo I.
Sua madre era un membro della famiglia che governò la Contea di Lichtenberg und Belasi. I suoi genitori erano cugini di primo grado, lei stessa avrebbe poi sposato un cugino di primo grado; la zia paterna di Eleonora, Maria Anna di Löwenstein-Wertheim-Rochefort aveva sposato Guglielmo, Langravio d'Assia-Rheinfels-Rotenburg, padre di Ernesto Leopoldo d'Assia-Rotenburg, il figlio ed erede di Guglielmo.
La coppia si sposò a Francoforte il 9 novembre 1704, la sposa aveva 18 anni e lo sposo 20. Furono genitori di dieci figli, cinque dei quali avrebbero avuto discendenza. Sopravvisse al marito di tre anni.
La maggiore delle sue nipoti, Eleonora di Savoia, fu chiamata in suo onore. Il maggiore dei suoi nipoti era Vittorio Amedeo III di Sardegna.

## Figli
- Giuseppe d'Assia-Rotenburg, Principe Ereditario d'Assia-Rotenburg (1705–1744), sposò Cristina di Salm ed ebbe figli.
- Polissena d'Assia-Rotenburg, Regina di Sardegna, (1706–1735) sposò Carlo Emanuele I di Sardegna ed ebbe figli.
- Guglielmina Maddalena Leopoldina d'Assia-Rotenburg (1707–1708) morì nell'infanzia.
- Guglielmo d'Assia-Rotenburg (1708) morì nell'infanzia.
- Sofia d'Assia-Rotenburg (1709–1711) morì nell'infanzia.
- Francesco Alessandro d'Assia-Rotenburg (1710–1739) morto celibe nella Battaglia di Grocka.
- Eleonora d'Assia-Rotenburg (1712–1759) sposò Giovanni Cristiano, Conte Palatino di Sulzbach senza figli.
- Carolina d'Assia-Rotenburg (1714–1741) sposò Luigi Enrico di Borbone, Principe di Condé, ebbe figli.
- Costantino d'Assia-Rotenburg, Langravio d'Assia-Rheinfels-Rotenburg (1716–1778), successore di suo padre.
- Cristina d'Assia-Rotenburg (1717–1778) sposò Luigi Vittorio di Savoia, Principe di Carignano ed ebbe figli.

## Ascendenza
|                                                               |                                                 |                                                      | Genitori                                             |  |  | Nonni |  |  | Bisnonni                                                   |  |  | Trisnonni                               |  |
|                                                               |                                                 |                                                      |                                                      |  |  |       |  |  | Giovanni Teodorico, conte di Löwenstein-Wertheim-Rochefort |  |  | Luigi III, conte di Löwenstein-Wertheim |  |
|                                                               |                                                 |                                                      |                                                      |  |  |       |  |  | Giovanni Teodorico, conte di Löwenstein-Wertheim-Rochefort |  |  | Luigi III, conte di Löwenstein-Wertheim |  |
|                                                               |                                                 | Anna di Stolberg-Königstein                          |                                                      |  |  |       |  |  | Giovanni Teodorico, conte di Löwenstein-Wertheim-Rochefort |  |  |                                         |  |
| Ferdinando Carlo, conte di Löwenstein-Wertheim-Rochefort      |                                                 |                                                      |                                                      |  |  |       |  |  | Giovanni Teodorico, conte di Löwenstein-Wertheim-Rochefort |  |  |                                         |  |
|                                                               |                                                 | Giosiana di Marck                                    | Filippo, conte di Marck                              |  |  |       |  |  |                                                            |  |  |                                         |  |
|                                                               |                                                 | Giosiana di Marck                                    | Filippo, conte di Marck                              |  |  |       |  |  |                                                            |  |  |                                         |  |
|                                                               |                                                 | Giosiana di Marck                                    | Caterina di Manderscheid-Virneburg                   |  |  |       |  |  |                                                            |  |  |                                         |  |
| Massimiliano Carlo, principe di Löwenstein-Wertheim-Rochefort |                                                 | Giosiana di Marck                                    |                                                      |  |  |       |  |  |                                                            |  |  |                                         |  |
|                                                               |                                                 | Egon VIII, conte di Fürstenberg-Heiligenberg         | Federico, conte di Fürstenberg-Heiligenberg          |  |  |       |  |  |                                                            |  |  |                                         |  |
|                                                               |                                                 | Egon VIII, conte di Fürstenberg-Heiligenberg         | Federico, conte di Fürstenberg-Heiligenberg          |  |  |       |  |  |                                                            |  |  |                                         |  |
|                                                               |                                                 | Egon VIII, conte di Fürstenberg-Heiligenberg         | Elisabetta di Sulz                                   |  |  |       |  |  |                                                            |  |  |                                         |  |
| Anna Maria di Fürstenberg-Heiligenberg                        |                                                 | Egon VIII, conte di Fürstenberg-Heiligenberg         |                                                      |  |  |       |  |  |                                                            |  |  |                                         |  |
|                                                               |                                                 | Anna Maria di Hohenzollern-Hechingen                 | Giovanni Giorgio, principe di Hohenzollern-Hechingen |  |  |       |  |  |                                                            |  |  |                                         |  |
|                                                               |                                                 | Anna Maria di Hohenzollern-Hechingen                 | Giovanni Giorgio, principe di Hohenzollern-Hechingen |  |  |       |  |  |                                                            |  |  |                                         |  |
|                                                               |                                                 | Anna Maria di Hohenzollern-Hechingen                 | Francesca di Salm-Neufville                          |  |  |       |  |  |                                                            |  |  |                                         |  |
| Eleonora Maria di Löwenstein-Wertheim-Rochefort               |                                                 | Anna Maria di Hohenzollern-Hechingen                 |                                                      |  |  |       |  |  |                                                            |  |  |                                         |  |
|                                                               | Giacomo, conte Khuen von Lichtenberg und Belasi | Hans Giacomo, conte Khuen von Lichtenberg und Belasi |                                                      |  |  |       |  |  |                                                            |  |  |                                         |  |
|                                                               | Giacomo, conte Khuen von Lichtenberg und Belasi | Hans Giacomo, conte Khuen von Lichtenberg und Belasi |                                                      |  |  |       |  |  |                                                            |  |  |                                         |  |
|                                                               | Giacomo, conte Khuen von Lichtenberg und Belasi | Margherita di Niederthor                             |                                                      |  |  |       |  |  |                                                            |  |  |                                         |  |
| Mattia, conte Khuen von Lichtenberg und Belasi                | Giacomo, conte Khuen von Lichtenberg und Belasi |                                                      |                                                      |  |  |       |  |  |                                                            |  |  |                                         |  |
|                                                               |                                                 | Siguna Margherita di Annenberg                       | Matteo, barone di Annenberg                          |  |  |       |  |  |                                                            |  |  |                                         |  |
|                                                               |                                                 | Siguna Margherita di Annenberg                       | Matteo, barone di Annenberg                          |  |  |       |  |  |                                                            |  |  |                                         |  |
|                                                               |                                                 | Siguna Margherita di Annenberg                       | Massimiliana di Lamberg                              |  |  |       |  |  |                                                            |  |  |                                         |  |
| Maria Polissena Khuen von Lichtenberg und Belasi              |                                                 | Siguna Margherita di Annenberg                       |                                                      |  |  |       |  |  |                                                            |  |  |                                         |  |
|                                                               |                                                 | Ferdinando Elfrido Balthasar, conte di Meggau        | Ferdinando Elfrido, conte di Meggau                  |  |  |       |  |  |                                                            |  |  |                                         |  |
|                                                               |                                                 | Ferdinando Elfrido Balthasar, conte di Meggau        | Ferdinando Elfrido, conte di Meggau                  |  |  |       |  |  |                                                            |  |  |                                         |  |
|                                                               |                                                 | Ferdinando Elfrido Balthasar, conte di Meggau        | Susanna Veronica di Harrach                          |  |  |       |  |  |                                                            |  |  |                                         |  |
| Anna Susanna Apollonia di Meggau                              |                                                 | Ferdinando Elfrido Balthasar, conte di Meggau        |                                                      |  |  |       |  |  |                                                            |  |  |                                         |  |
|                                                               |                                                 | Ester di Sulz                                        | Carlo Ludovico di Sulz, langravio di Klettgau        |  |  |       |  |  |                                                            |  |  |                                         |  |
|                                                               |                                                 | Ester di Sulz                                        | Carlo Ludovico di Sulz, langravio di Klettgau        |  |  |       |  |  |                                                            |  |  |                                         |  |
|                                                               |                                                 | Ester di Sulz                                        | Dorotea Caterina di Sayn                             |  |  |       |  |  |                                                            |  |  |                                         |  |
|                                                               |                                                 | Ester di Sulz                                        |                                                      |  |  |       |  |  |                                                            |  |  |                                         |  |

## Titoli e trattamento
- 16 febbraio 1686 - 9 novembre 1704, Sua Altezza Serenissima, Contessa Eleonora di Löwenstein-Wertheim.
- 9 novembre 1704 - 20 novembre 1725, Sua Altezza Serenissima, la Principessa Ereditaria d'Assia-Rotenburg.
- 20 novembre 1725 - 29 novembre 1749, Sua Altezza Serenissima, la Langravina d'Assia-Rotenburg.
- 29 novembre 1749 - 22 febbraio 1753, Sua Altezza Serenissima, la Langravina Madre d'Assia-Rotenburg.